# Eberhard Ferstl
Eberhard Ferstl (* 16. Januar 1933 in München; † 8. Oktober 2019 in Bad Tölz) war ein deutscher Hockeyspieler, der zweimal an Olympischen Spielen teilnahm und eine Bronzemedaille gewann. 
Ferstl spielte seit 1947 für den HC Wacker München. Der Mittelfeldspieler debütierte 1956 in der deutschen Hockeynationalmannschaft. Bei den Olympischen Spielen 1956 in Melbourne erreichte die deutsche Mannschaft das Halbfinale, dort unterlag das Team der indischen Mannschaft; im Spiel um Bronze gewannen die Deutschen mit 3:1 gegen die Briten.
Für den Gewinn der Bronzemedaille bei den Olympischen Spielen in Melbourne erhielten er und die deutsche Hockeymannschaft am 21. Mai 1957 das Silberne Lorbeerblatt.
Bei seiner zweiten Olympiateilnahme 1960 in Rom unterlag Ferstl mit der deutschen Mannschaft im Viertelfinale den späteren Olympiasiegern aus Pakistan und belegte den siebten Platz. Vier Jahre später unterlag die Mannschaft aus der Bundesrepublik bei der Qualifikation für die gesamtdeutsche Mannschaft gegen die Mannschaft aus der DDR; mit Helmut Nonn gehörte neben Ferstl noch ein Bronzemedaillengewinner von 1956 zur bundesdeutschen Mannschaft von 1964. Insgesamt wirkte Ferstl von 1956 bis 1964 in 65 Länderspielen mit.